# Fabián Estay
Fabián Estay, född 5 oktober 1968 i Santiago, är en chilensk före detta professionell fotbollsspelare.
Estay kallades till internationellt uppdrag för Chile 69 gånger och under de matcherna gjorde han 5 mål. Han spelade i landslaget mellan 1990 och 2001. Han spelade även för landslaget Chile då de deltog i VM-slutspelet i Frankrike 1998.